# Astame
Der Astame oder Guez war ein Längenmaß in Pondicherry und Karaikal im Französisch-Ostindien.
- 1 Astame = 1,0395 Meter[1]

- 1 Astame = 2 Coudées/Ellen = 4 Spannen = 460,802 Pariser Linien = 1,03948997 Meter
- 2 Astame = 1 Vilcadé = 921,6035 Pariser Linien = 2,07898 Meter